# Az AFC Ajax 2021–2022-es szezonja
A 2021-2022-es szezon az AFC Ajax 66. szezonja az Eredivisie-ben, a holland labdarúgás legmagasabb osztályában. Az amszterdami csapat még mindig az elejétől kezdve jelen van az első osztályban.
Az AFC Ajax csapata idén is minden hazai mérkőzését a stadionjában, a Johan Cruijff Arenaban fogja játszani. A stadion augusztus 14-én – az Ajax idei első bajnoki mérkőzésének napján – ünnepelte 25. évfordulóját.
A holland kormány döntése alapján, a szezon elején a stadionok kétharmadát lehetett nézőkkel megtölteni. Szeptember 25-től lehetett ismét teltházas mérkőzéseket játszani. Viszont az ősz második felében ismét súlyosbodott a koronavírus járvány Hollandiában, így a kormány is szigorított. Az első intézkedések alapján 3 hétig (november 13. és december 4. között) minden labdarúgó mérkőzést ismét zárt mögött kell lejátszani. Az intézkedést végül meghosszabbították január 26-ig, utána minden stadion harmadát lehetett megtölteni nézőkkel. Végső döntés szerint pedig február 25-től lehettek újra teltházas mérkőzések.
A szezon nem indult valami jól a csapat részéről, augusztusban sima vereséget szenvedtek a Holland Szuperkupa döntőjében a PSV Eindhoven-től. Az őszi szezon viszont már sokkal jobban alakult. A bajnokságban a legtöbb mérkőzést nagy arányban nyerték meg, viszont egy hiba miatt visszacsúsztak a második helyre. A Bajnokok Ligájának csoportköréből pedig első helyen jutottak tovább úgy, hogy minden mérkőzésüket megnyerték. Ez pedig holland csapatnak még sosem sikerült.
A tavaszi szezon első része is jól folytatódott a bajnokságban, visszaszerezték az első helyet. Aztán jött a visszaesés. A BL-nyolcaddöntőben kiestek, a bajnokságban bár megtartották a vezető pozíciót de sokkal nehezebb és szorosabb mérkőzéseket játszottak mint azt várni lehetett. Bejutottak a Holland kupa döntőjébe is, ott viszont vereséget szenvedtek szintén a PSV csapatától. A bajnoki címet viszont sikerült megnyerniük immár 36. alkalommal.
Az UEFA-ranglistán a szezont a 15. helyen zárták, ami a csapat történetének eddigi legjobb helyezése.
Ahogy már korábban sokszor, 2021 októberében is a CIES (Sporttanulmányok Nemzetközi Központja) kiadott egy rangsort melyen Európa legjobb labdarúgó akadémiái szerepelnek. Nem nagy meglepetésre, az Ajax akadémiája lett a legjobb ismét. Az alapján állították össze a rangsort, hogy melyik csapatnak mennyi sajátnevelésű játékosa játszik ebben az időben az európai bajnokságokban. A CIES-nek az számított sajátnevelésű játékosnak, aki 15 és 21 év között legalább 3 éven keresztül egy klubban játszott.
A szezon végeztével 4 és fél év után távozott posztjáról Erik ten Hag, a csapat vezetőedzője aki a Manchester United csapatához szerződött. Helyét a következő szezontól a szintén holland, Alfred Schreuder veszi át.

## Csapat

### Csapatmezek
- Az Ajax az idei hazai mezével visszatért a régi stílushoz, retro stílusú lett a mez. A hazai mezen az előző címer látható (a másik kettőn már nem), valamint nincsenek ráírva a játékosok nevei a mez hátuljára. Csupán a nemzetközi tétmérkőzéseken lesznek láthatóak a nevek mivel ott kötelező ráírni a neveket.
- Az idei harmadik számú mezt, melyet a nemzetközi kupamérkőzéseken fog viselni a csapat nem más inspirálta mint a legendás jamaikai énekes, Bob Marley. Az ő tiszteletére alkották meg ezt a mezt, mivel az Ajax szurkolók körében nagyon népszerű Bob Marley zenéje a "Three little birds", melyet nagyon gyakran énekelnek a hazai mérkőzéseken is. A mez színe fekete, de a csíkozások különböző színűek, amiknek Jamaikában megvan a maguk jelentése. A piros a rabszolgák vérét, a sárga az ellopott aranyukat, a zöld pedig az afrikai anyaföldet szimbolizálja. A zeneszám címében található három kismadár pedig látható a mez hátulján.[3]

Gyártó: Adidas /
Mezszponzor: Ziggo
| Hazai | Vendég | Harmadik mez |

### Játékoskeret
Íme az Ajax játékoskerete a szezonban. Ezen a listán a csapat azon játékosai szerepelnek akik legalább 1 tétmérkőzésen pályára léptek. Akik csupán a barátságos mérkőzéseken jutottak szerephez, ők nem szerepelnek a listán. Ilyenek leginkább azok akik már a szezon első tétmérkőzése előtt eligazoltak, vagy azok a fiatalok akik a szezon közben még a fiatalcsapatokban játszottak.
A játékosok nevei után a szezonban lejátszott tétmérkőzések és a szerzett gólok számai szerepelnek.
| Mez           | Ország            | Név                            | Pozíció   | Bajnokság | Bajnokság | Kupa     | Kupa    | Szuperkupa | Szuperkupa | Bajnokok Ligája | Bajnokok Ligája | Összesen | Összesen | Szerződés vége            | Szezon  |         |         |         |         |
| Mez           | Ország            | Név                            | Pozíció   | Mérkőzés  | Gólok     | Mérkőzés | Gólok   | Mérkőzés   | Gólok      | Mérkőzés        | Gólok           | Mérkőzés | Gólok    | Szerződés vége            | Szezon  |         |         |         |         |
| KAPUSOK       | KAPUSOK           | KAPUSOK                        | KAPUSOK   | KAPUSOK   | KAPUSOK   | KAPUSOK  | KAPUSOK | KAPUSOK    | KAPUSOK    | KAPUSOK         | KAPUSOK         | KAPUSOK  | KAPUSOK  | KAPUSOK                   | KAPUSOK | KAPUSOK | KAPUSOK | KAPUSOK | KAPUSOK |
| ------------- | ----------------- | ------------------------------ | --------- | --------- | --------- | -------- | ------- | ---------- | ---------- | --------------- | --------------- | -------- | -------- | ------------------------- | ------- | ------- | ------- | ------- | ------- |
| 1             | holland           | Maarten Stekelenburg           | K         | 7         | 0         | 1        | 0       | 0          | 0          | 0               | 0               | 8        | 0        | 2022                      | 11.     |         |         |         |         |
| 16            | holland           | Jay Gorter                     | K         | 1         | 0         | 1        | 0       | 0          | 0          | 0               | 0               | 2        | 0        | 2025                      | 1.      |         |         |         |         |
| 24            | kamerun           | André Onana                    | K         | 6         | 0         | 2        | 0       | 0          | 0          | 2               | 0               | 10       | 0        | 2022                      | 6.      |         |         |         |         |
| 32            | holland           | Remko Pasveer                  | K         | 20        | 0         | 1        | 0       | 1          | 0          | 6               | 0               | 28       | 0        | 2023                      | 1.      |         |         |         |         |
| VÉDŐK         |                   |                                |           |           |           |          |         |            |            |                 |                 |          |          |                           |         |         |         |         |         |
| 2             | holland           | Jurriën Timber                 | KH / JH   | 30        | 3         | 4        | 0       | 1          | 0          | 8               | 0               | 43       | 3        | 2024                      | 3.      |         |         |         |         |
| 3             | holland           | Perr Schuurs                   | KH        | 22        | 0         | 5        | 0       | 0          | 0          | 3               | 0               | 30       | 0        | 2025                      | 4.      |         |         |         |         |
| 12            | marokkó · holland | Noussair Mazraoui              | JH        | 25        | 5         | 1        | 0       | 1          | 0          | 8               | 0               | 35       | 5        | 2022                      | 5.      |         |         |         |         |
| 15            | holland           | Devyne Rensch                  | JH / BH   | 19        | 1         | 4        | 0       | 1          | 0          | 5               | 0               | 29       | 1        | 2023                      | 2.      |         |         |         |         |
| 17            | holland           | Daley Blind                    | BH / VKP  | 34        | 1         | 3        | 0       | 1          | 0          | 8               | 1               | 46       | 2        | 2022                      | 10.     |         |         |         |         |
| 21            | argentína         | Lisandro Martínez              | KH / BH   | 24        | 1         | 4        | 0       | 1          | 0          | 8               | 0               | 37       | 1        | 2025                      | 3.      |         |         |         |         |
| 31            | argentína         | Nicolás Tagliafico             | BH        | 22        | 2         | 4        | 1       | 1          | 0          | 3               | 0               | 30       | 3        | 2023                      | 5.      |         |         |         |         |
| 44            | holland           | Youri Reeger                   | JH / VKP  | 3         | 0         | 2        | 1       | 0          | 0          | 0               | 0               | 5        | 1        | 2022                      | 1.      |         |         |         |         |
| 46            | holland           | Anass Salah-Eddine             | BH        | 1         | 0         | 0        | 0       | 0          | 0          | 0               | 0               | 1        | 0        | 2023                      | 1.      |         |         |         |         |
| 53            | holland           | Liam van Gelderen              | JH        | 2         | 0         | 0        | 0       | 0          | 0          | 0               | 0               | 2        | 0        | 2023                      | 1.      |         |         |         |         |
|               | argentína         | Lisandro Magallán              | KH        | 0         | 0         | 0        | 0       | 1          | 0          | 0               | 0               | 1        | 0        | Nyáron kölcsönbe ment     | 3.      |         |         |         |         |
| KÖZÉPPÁLYÁSOK |                   |                                |           |           |           |          |         |            |            |                 |                 |          |          |                           |         |         |         |         |         |
| 4             | mexikó            | Edson Álvarez                  | VKP / KH  | 31        | 5         | 3        | 0       | 0          | 0          | 7               | 0               | 41       | 5        | 2025                      | 3.      |         |         |         |         |
| 6             | holland           | Davy Klaassen                  | TKP       | 31        | 9         | 5        | 1       | 1          | 0          | 7               | 1               | 44       | 11       | 2024                      | 8.      |         |         |         |         |
| 8             | holland           | Ryan Gravenberch               | TKP       | 30        | 2         | 3        | 1       | 1          | 0          | 8               | 0               | 42       | 3        | 2023                      | 4.      |         |         |         |         |
| 19            | marokkó · holland | Zakaria Labyad                 | TKP       | 2         | 0         | 0        | 0       | 0          | 0          | 0               | 0               | 2        | 0        | 2022                      | 4.      |         |         |         |         |
| 20            | ghána             | Mohammed Kudus                 | TKP / SZT | 16        | 1         | 2        | 0       | 0          | 0          | 2               | 0               | 20       | 1        | 2025                      | 2.      |         |         |         |         |
| 25            | holland           | Kenneth Taylor                 | VKP       | 13        | 1         | 3        | 1       | 0          | 0          | 2               | 0               | 18       | 2        | 2023                      | 2.      |         |         |         |         |
| 38            | izland            | Kristian Hlynsson              | TKP       | 0         | 0         | 2        | 2       | 0          | 0          | 0               | 0               | 2        | 2        | 2026                      | 1.      |         |         |         |         |
|               | holland           | Jurgen Ekkelenkamp             | TKP       | 0         | 0         | 0        | 0       | 1          | 0          | 0               | 0               | 1        | 0        | Nyáron eligazolt          | 5.      |         |         |         |         |
| TÁMADÓK       |                   |                                |           |           |           |          |         |            |            |                 |                 |          |          |                           |         |         |         |         |         |
| 9             | brazil            | Danilo                         | KCS       | 13        | 2         | 3        | 6       | 1          | 0          | 0               | 0               | 17       | 8        | 2022                      | 2.      |         |         |         |         |
| 10            | szerb             | Dušan Tadić                    | SZT / KCS | 34        | 13        | 3        | 1       | 1          | 0          | 7               | 2               | 45       | 16       | 2023                      | 4.      |         |         |         |         |
| 11            | brazil            | Antony                         | SZT       | 23        | 8         | 3        | 2       | 0          | 0          | 7               | 2               | 33       | 12       | 2025                      | 2.      |         |         |         |         |
| 18            | holland           | Brian Brobbey (kölcsönben)     | KCS       | 11        | 7         | 1        | 0       | 0          | 0          | 1               | 0               | 13       | 7        | 2022                      | 2.      |         |         |         |         |
| 22            | elefántcsontpart  | Sébastien Haller               | KCS       | 31        | 21        | 3        | 2       | 1          | 0          | 8               | 11              | 43       | 34       | 2025                      | 2.      |         |         |         |         |
| 23            | holland           | Steven Berghuis                | SZT / TKP | 33        | 8         | 4        | 1       | 1          | 0          | 8               | 3               | 46       | 12       | 2025                      | 1.      |         |         |         |         |
| 27            | holland           | Mohamed Ihattaren (kölcsönben) | SZT / TKP | 0         | 0         | 1        | 0       | 0          | 0          | 0               | 0               | 1        | 0        | 2022                      | 1.      |         |         |         |         |
| 30            | dán               | Mohamed Daramy                 | SZT       | 12        | 1         | 2        | 2       | 0          | 0          | 2               | 0               | 16       | 3        | 2026                      | 1.      |         |         |         |         |
| 37            | holland           | Naci Ünüvar                    | SZT / TKP | 0         | 0         | 2        | 0       | 0          | 0          | 0               | 0               | 2        | 0        | 2023                      | 2.      |         |         |         |         |
| 56            | holland           | Amourricho van Axel Dongen     | SZT / KCS | 1         | 0         | 2        | 0       | 0          | 0          | 0               | 0               | 3        | 0        | 2023                      | 1.      |         |         |         |         |
|               | brazil            | David Neres                    | SZT       | 15        | 3         | 1        | 0       | 1          | 0          | 5               | 1               | 22       | 4        | Januárban eligazolt       | 6.      |         |         |         |         |
|               | dán               | Victor Jensen                  | SZT       | 1         | 0         | 1        | 0       | 0          | 0          | 0               | 0               | 2        | 0        | Februárban kölcsönbe ment | 2.      |         |         |         |         |

### Vezetők
| Poszt            | Személy           |
| ---------------- | ----------------- |
| Csapat elnöke    | Frank Eijken      |
| Vezetőedző       | Erik ten Hag      |
| Segédedzők       | Michael Reiziger  |
| Segédedzők       | Christian Poulsen |
| Segédedzők       | Winston Bogarde   |
| Edzői stáb tagja | Richard Witschge  |
| Kapusedző        | Anton Scheutjens  |

## Érkező és távozó játékosok

### Érkezők
Íme azon új játékosok listája akiket az Ajax még a nyáron vagy már télen szerződtetett le vagy vett kölcsönbe.
| LEIGAZOLT JÁTÉKOSOK | LEIGAZOLT JÁTÉKOSOK | LEIGAZOLT JÁTÉKOSOK | LEIGAZOLT JÁTÉKOSOK | LEIGAZOLT JÁTÉKOSOK |
| Játékos neve        | Pozíció             | Dátum               | Előző klub          | Összeg              |
| ------------------- | ------------------- | ------------------- | ------------------- | ------------------- |
| Mohamed Daramy      | támadó              | 2021. augusztus     | FC København        | 12 millió €         |
| Remko Pasveer       | kapus               | 2021. július        | Vitesse Arnhem      | ingyen              |
| Steven Berghuis     | támadó              | 2021. július        | Feyenoord           | 5,5 millió €        |
| Jay Gorter          | kapus               | 2021. július        | Go Ahead Eagles     | 1 millió €          |
| ÖSSZESEN:           | ÖSSZESEN:           | ÖSSZESEN:           | ÖSSZESEN:           | 18,5 millió €       |

| KÖLCSÖNBE ÉRKEZETT JÁTÉKOSOK | KÖLCSÖNBE ÉRKEZETT JÁTÉKOSOK | KÖLCSÖNBE ÉRKEZETT JÁTÉKOSOK | KÖLCSÖNBE ÉRKEZETT JÁTÉKOSOK | KÖLCSÖNBE ÉRKEZETT JÁTÉKOSOK |
| Játékos neve                 | Pozíció                      | Eredeti klub                 | Kölcsönidőszak vége          |                              |
| ---------------------------- | ---------------------------- | ---------------------------- | ---------------------------- | ---------------------------- |
| Brian Brobbey                | támadó                       | RB Leipzig                   | 2022. június 30.             |                              |
| Mohamed Ihattaren            | támadó                       | Juventus                     | 2022. december 31.           |                              |

### Távozók
Íme a csapat azon játékosai, akik legnagyobb részben már szerepeltek az elsőcsapatban, de a nyáron vagy télen más csapathoz igazoltak, és azok a játékosok, akiket kölcsönadtak más csapatoknak. A kölcsönbe ment játékosok közül általában mindenki a szezon végéig marad a másik csapatban.
| ELIGAZOLT JÁTÉKOSOK | ELIGAZOLT JÁTÉKOSOK | ELIGAZOLT JÁTÉKOSOK | ELIGAZOLT JÁTÉKOSOK       | ELIGAZOLT JÁTÉKOSOK |
| Játékos neve        | Pozíció             | Dátum               | Következő klub            | Összeg              |
| ------------------- | ------------------- | ------------------- | ------------------------- | ------------------- |
| Jürgen Ekkelenkamp  | középpályás         | 2021 augusztus      | Hertha BSC                | 3 millió €          |
| Lassina Traoré      | támadó              | 2021 július         | Shaktar Doneck            | 10 millió €         |
| Brian Brobbey       | támadó              | 2021 július         | RB Leipzig                | ingyen              |
| Kjell Scherpen      | kapus               | 2021 július         | Brighton & Hove Albion FC | 5 millió €          |
| David Neres         | támadó              | 2022 január         | Shaktar Doneck            | 12 millió €         |
| ÖSSZESEN:           | ÖSSZESEN:           | ÖSSZESEN:           | ÖSSZESEN:                 | 30 millió €         |

| KÖLCSÖNBE ADOTT JÁTÉKOSOK | KÖLCSÖNBE ADOTT JÁTÉKOSOK | KÖLCSÖNBE ADOTT JÁTÉKOSOK | KÖLCSÖNBE ADOTT JÁTÉKOSOK | KÖLCSÖNBE ADOTT JÁTÉKOSOK |
| Játékos neve              | Pozíció                   | Jelenlegi klub            | Kölcsönidőszak vége       |                           |
| ------------------------- | ------------------------- | ------------------------- | ------------------------- | ------------------------- |
| Kik Pierie                | hátvéd                    | FC Twente                 | 2022 június 30.           |                           |
| Hassane Bandé             | támadó                    | NK Istra 1961             | 2022 június 30.           |                           |
| Dominic Kotarski          | kapus                     | HNK Gorica                | 2022 június 30.           |                           |
| Lisandro Magallán         | hátvéd                    | RSC Anderlecht            | 2022 június 30.           |                           |
| Victor Jensen             | támadó                    | Rosenborg BK              | 2022 december 31.         |                           |

## Felkészülési mérkőzések

### Nyári felkészülés
| 2021. július 3. 14:00 |

| AFC Ajax                                                                     | 6 – 0               | Koninklijke HFC |
| ---------------------------------------------------------------------------- | ------------------- | --------------- |
| David Neres 19' 21' 23' Kenneth Taylor 24' Daniilo 43' Kristian Hlynsson 51' | (5 – 0) Jegyzőkönyv |                 |

| De Toekomst, Amszterdam |

| 2021. július 6. 18:00 |

| Quick'20        | 1 – 1               | AFC Ajax             |
| --------------- | ------------------- | -------------------- |
| Issy Wevers 80' | (0 – 1) Jegyzőkönyv | Mohammed Kudus 45+4' |

| Sportpark Vondersweijde, Oldenzaal Nézőszám: 1.400 |

| 2021. július 10. 12:00 |

| AFC Ajax                                                               | 4 – 1               | SC Paderborn      |
| ---------------------------------------------------------------------- | ------------------- | ----------------- |
| Sebastien Haller 16' Mohammed Kudus 38' Daniilo 57' Zakaria Labyad 78' | (2 – 0) Jegyzőkönyv | Uwe Hünemeier 66' |

| Sportpark Vondersweijde, Oldenzaal |

| 2021. július 16. 19:30 |

| RSC Anderlecht | 0 – 2               | AFC Ajax                |
| -------------- | ------------------- | ----------------------- |
|                | (0 – 1) Jegyzőkönyv | Sebastien Haller 7' 55' |

| Lotto Park, Brüsszel Nézőszám: 6.000 |

| 2021. július 24. 16:30 |

| Bayern München                       | 2 – 2               | AFC Ajax                             |
| ------------------------------------ | ------------------- | ------------------------------------ |
| Choupo-Moting 40' Tanguy Nianzou 48' | (1 – 1) Jegyzőkönyv | Zakaria Labyad 10' Victor Jensen 50' |

| Allianz Arena, München Nézőszám: 8.500 |

| 2021. július 31. 16:00 |

| RB Leipzig             | 1 – 1               | AFC Ajax       |
| ---------------------- | ------------------- | -------------- |
| Christopher Nkunku 54' | (0 – 1) Jegyzőkönyv | Dušan Tadić 4' |

| Untersberg-Arena, Grödig Nézőszám: 820 |

| 2021. augusztus 4. 20:15 |

| AFC Ajax                                                           | 4 – 0               | Leeds United FC |
| ------------------------------------------------------------------ | ------------------- | --------------- |
| Davy Klaassen 2' Perr Schuurs 28' Ryan Gravenberch 43' Daniilo 85' | (3 – 0) Jegyzőkönyv |                 |

| Johan Cruijff Arena, Amszterdam Nézőszám: 25.000 |

### Téli felkészülés
Idén elmaradtak a téli felkészülési mérkőzések, mivel a portugáliai edzőtábort meg kellett szakítani a koronavírus miatt.

## Tétmérkőzések

### Holland Szuperkupa
| 2021. augusztus 7. 20:00 |

| AFC Ajax                                 | 0 – 4               | PSV Eindhoven                                                                           |
| ---------------------------------------- | ------------------- | --------------------------------------------------------------------------------------- |
| Davy Klaassen 31' Nicolás Tagliafico 40′ | (0 – 2) Jegyzőkönyv | Noni Madueke 2' 29' Yorbe Vertessen 76' Mario Götze 89' Eran Zahavi 31' Jordan Teze 73' |

| Johan Cruijff Arena, Amszterdam Nézőszám: 25.000 Játékvezető: Björn Kuipers |

### Eredivisie
| 1. forduló 2021. augusztus 14. 21:00 |

| AFC Ajax                                                                                 | 5 – 0               | NEC Nijmegen |
| ---------------------------------------------------------------------------------------- | ------------------- | ------------ |
| Sébastien Haller 6' Noussair Mazraoui 10' Bart van Rooij 14' (öngól) Dušan Tadić 20' 39' | (5 – 0) Jegyzőkönyv |              |

| Johan Cruijff Arena, Amszterdam Nézőszám: 32.275 Játékvezető: Bas Nijhuis |

| 2. forduló 2021. augusztus 22. 12:15 |

| FC Twente         | 1 – 1               | AFC Ajax                                   |
| ----------------- | ------------------- | ------------------------------------------ |
| Robin Pröpper 87' | (0 – 0) Jegyzőkönyv | Sébastien Haller 52' 55' Davy Klaassen 17' |

| De Grolsch Veste, Enschede Nézőszám: 20.000 Játékvezető: Dennis Higler |

| 3. forduló 2021. augusztus 29. 14:30 |

| AFC Ajax                                                                                   | 5 – 0               | Vitesse Arnhem                        |
| ------------------------------------------------------------------------------------------ | ------------------- | ------------------------------------- |
| Antony 5' Edson Álvarez 31' Ryan Gravenberch 43' Tomáš Hajek 60' (öngól) Davy Klaassen 67' | (3 – 0) Jegyzőkönyv | Riechedly Bazoer 41' Dominik Oroz 85' |

| Johan Cruijff Arena, Amszterdam Nézőszám: 36.816 Játékvezető: Danny Makkelie |

| 4. forduló 2021. szeptember 11. 18:45 |

| PEC Zwolle         | 0 – 2               | AFC Ajax                                                                       |
| ------------------ | ------------------- | ------------------------------------------------------------------------------ |
| Daishawn Redan 49' | (0 – 1) Jegyzőkönyv | Sébastien Haller 29' 67' Antony 26' Ryan Gravenberch 51' Noussair Mazraoui 78' |

| Ijsseldelta Stadion, Zwolle Nézőszám: 9.000 Játékvezető: Jeroen Manschot |

| 5. forduló 2021. szeptember 18. 20:00 |

| AFC Ajax | 9 – 0               | SC Cambuur |
| --- | ------------------- | ---------- |
| Jurriën Timber 16' Steven Berghuis 19' Noussair Mazraoui 29' David Neres 38' 84' Dušan Tadić 60' Mohamed Daramy 64' Sébastien Haller 67' Danilo 76' | (4 – 0) Jegyzőkönyv |            |

| Johan Cruijff Arena, Amszterdam Nézőszám: 36.711 Játékvezető: Sander van der Eijk |

| 6. forduló 2021. szeptember 21. 18:45 |

| Fortuna Sittard  | 0 – 5               | AFC Ajax                                                                                            |
| ---------------- | ------------------- | --------------------------------------------------------------------------------------------------- |
| Roel Janssen 49' | (0 – 3) Jegyzőkönyv | Steven Berghuis 11' Noussair Mazraoui 27' Dušan Tadić 38' Mohammed Kudus 72' Nicolás Tagliafico 77' |

| Fortuna Sittard Stadion, Sittard Nézőszám: 8.333 Játékvezető: Jochem Kamphuis |

| 7. forduló 2021. szeptember 25. 18:45 |

| AFC Ajax                                           | 3 – 0               | FC Groningen     |
| -------------------------------------------------- | ------------------- | ---------------- |
| Edson Álvarez 40' Antony 57' Noussair Mazraoui 81' | (1 – 0) Jegyzőkönyv | Tomáš Suslov 36' |

| Johan Cruijff Arena, Amszterdam Nézőszám: 53.148 Játékvezető: Pol van Boekel |

| 8. forduló 2021. október 03. 12:15 |

| AFC Ajax             | 0 – 1               | FC Utrecht                                                                                      |
| -------------------- | ------------------- | ----------------------------------------------------------------------------------------------- |
| Ryan Gravenberch 50' | (0 – 0) Jegyzőkönyv | Django Warmerdam 77' Mark van der Maarel 38' Maarten Paes 63' Adam Maher 67' Quinten Timber 79' |

| Johan Cruijff Arena, Amszterdam Nézőszám: 52.621 Játékvezető: Bas Nijhuis |

| 9. forduló 2021. október 16. 18:45 |

| SC Heerenveen                                                          | 0 – 2               | AFC Ajax                             |
| ---------------------------------------------------------------------- | ------------------- | ------------------------------------ |
| Nicolas Madsen 55' Rami Kaib 62' Sven van Beek 90' Milan van Ewijk 90' | (0 – 1) Jegyzőkönyv | Sébastien Haller 24' David Neres 75' |

| Abe Lenstra Stadion, Heerenveen Nézőszám: 25.133 Játékvezető: Danny Makkelie |

| 10. forduló 2021. október 24. 16:45 |

| AFC Ajax | 5 – 0               | PSV Eindhoven                       |
| --- | ------------------- | ----------------------------------- |
| Steven Berghuis 19' Sébastien Haller 56' Antony 66' Davy Klaassen 76' Dušan Tadić 90+1' Edson Álvarez 24' Lisandro Martínez 29' | (1 – 0) Jegyzőkönyv | Philipp Max 36' Carlos Vinícius 69' |

| Johan Cruijff Arena, Amszterdam Nézőszám: 53.585 Játékvezető: Serdar Gözübüyük |

| 11. forduló 2021. október 30. 18:45 |

| Heracles Almelo                                                               | 0 – 0               | AFC Ajax             |
| ----------------------------------------------------------------------------- | ------------------- | -------------------- |
| Navajo Bakboord 11' Giacomo Quagliata 38' Marco Rente 58' Delano Burgzorg 75' | (0 – 0) Jegyzőkönyv | Sébastien Haller 80' |

| Polman Stadion, Almelo Nézőszám: 12.080 Játékvezető: Jeroen Manschot |

| 12. forduló 2021. november 07. 20:00 |

| AFC Ajax                                | 0 – 0               | Go Ahead Eagles   |
| --------------------------------------- | ------------------- | ----------------- |
| Lisandro Martínez 42' Edson Álvarez 49' | (0 – 0) Jegyzőkönyv | Boyd Lucassen 90' |

| Johan Cruijff Arena, Amszterdam Nézőszám: 53.497 Játékvezető: Rob Dieperink |

| 13. forduló 2021. november 21. 16:45 |

| RKC Waalwijk     | 0 – 5               | AFC Ajax                                                            |
| ---------------- | ------------------- | ------------------------------------------------------------------- |
| Juriën Gaari 85' | (0 – 2) Jegyzőkönyv | Sébastien Haller 17' 83' Steven Berghuis 42' 57' Jurriën Timber 74' |

| Mandemakers Stadion, Waalwijk Nézőszám: Zártkapus mérkőzés Játékvezető: Allard Lindhout |

| 14. forduló 2021. november 28. 12:15 |

| Sparta Rotterdam                      | 0 – 1               | AFC Ajax                                               |
| ------------------------------------- | ------------------- | ------------------------------------------------------ |
| Bryan Smeets 90+4' Mario Engels 90+4' | (0 – 1) Jegyzőkönyv | Dušan Tadić 36' David Neres 90+3' Jurriën Timber 90+5' |

| Het Kasteel, Rotterdam Nézőszám: Zártkapus mérkőzés Játékvezető: Jochem Kamphuis |

| 15. forduló 2021. december 02. 21:00 |

| AFC Ajax                                                          | 5 – 0               | Willem Tilburg                     |
| ----------------------------------------------------------------- | ------------------- | ---------------------------------- |
| Antony 15' 23' Lisandro Martínez 18' Davy Klaassen 71' Danilo 76' | (3 – 0) Jegyzőkönyv | Driess Saddiki 56' John Yeboah 89' |

| Johan Cruijff Arena, Amszterdam Nézőszám: Zártkapus mérkőzés Játékvezető: Edwin van de Graaf |

| 16. forduló 2021. december 12. 16:45 |

| AFC Ajax                                                        | 1 – 2               | AZ Alkmaar                                                 |
| --------------------------------------------------------------- | ------------------- | ---------------------------------------------------------- |
| Sébastien Haller 73' Lisandro Martínez 33' Ryan Gravenberch 90' | (0 – 0) Jegyzőkönyv | Vangelis Pavlidis 50' Zakaríá Ábúhlál 83' Owen Wijndal 69' |

| Johan Cruijff Arena, Amszterdam Nézőszám: Zártkapus mérkőzés Játékvezető: Bas Nijhuis |

| 17. forduló 2021. december 19. 14:30 |

| Feyenoord                                                                 | 0 – 2               | AFC Ajax                                                                                                  |
| ------------------------------------------------------------------------- | ------------------- | --- |
| Bryan Linssen 13' Jens Toornstra 37' Fredrik Aursnes 51' Reiss Nelson 80' | (0 – 1) Jegyzőkönyv | Marcos Senesi 44' (öngól) Dušan Tadić 81' (11-esből) Ryan Gravenberch 15' Sébastien Haller 32' Antony 34' |

| De Kuip, Rotterdam Nézőszám: Zártkapus mérkőzés Játékvezető: Dennis Higler |

| 18. forduló 2021. december 22. 21:00 |

| AFC Ajax                                                                           | 5 – 0               | Fortuna Sittard       |
| ---------------------------------------------------------------------------------- | ------------------- | --------------------- |
| Daley Blind 14' Antony 22' Devyne Rensch 82' Sébastien Haller 90' (11-esből) 90+2' | (2 – 0) Jegyzőkönyv | Yanick van Osch 90+2' |

| Johan Cruijff Arena, Amszterdam Nézőszám: Zártkapus mérkőzés Játékvezető: Marc Nagtegaal |

| 19. forduló 2022. január 16. 12:15 |

| FC Utrecht                          | 0 – 3               | AFC Ajax                                                |
| ----------------------------------- | ------------------- | ------------------------------------------------------- |
| Adam Maher 20' Othmane Boussaid 45' | (0 – 3) Jegyzőkönyv | Antony 5' Brian Brobbey 19' 45+3' Noussair Mazraoui 65' |

| Stadion Galgenwaard, Utrecht Nézőszám: Zártkapus mérkőzés Játékvezető: Serdar Gözübüyük |

| 20. forduló 2022. január 23. 14:30 |

| PSV Eindhoven                                                           | 1 – 2               | AFC Ajax                                                  |
| ----------------------------------------------------------------------- | ------------------- | --------------------------------------------------------- |
| Mario Götze 53' Armando Obispo 27' Mauro Júnior 79' Erick Gutiérrez 82' | (0 – 1) Jegyzőkönyv | Brian Brobbey 34' Noussair Mazraoui 74' Edson Álvarez 24' |

| Philips Stadion, Eindhoven Nézőszám: Zártkapus mérkőzés Játékvezető: Danny Makkelie |

| 21. forduló 2022. február 06. 16:45 |

| AFC Ajax                                                                                          | 3 – 0               | Heracles Almelo                      |
| ------------------------------------------------------------------------------------------------- | ------------------- | ------------------------------------ |
| Davy Klaassen 22' Sébastien Haller 55' Kenneth Taylor 65' Edson Álvarez 7' Antony 11' Dušan Tadić | (1 – 0) Jegyzőkönyv | Kaj Sierhuis 72' Navajo Bakboord 80' |

| Johan Cruijff Arena, Amszterdam Nézőszám: 15.750 Játékvezető: Jeroen Manschot |

| 22. forduló 2022. február 13. 16:45 |

| AFC Ajax                                                                                             | 5 – 0               | FC Twente     |
| --- | ------------------- | ------------- |
| Davy Klaassen 31' Sébastien Haller 53' 85' 88' Robin Pröpper 77' (öngól) Dušan Tadić 41' Dušan Tadić | (1 – 0) Jegyzőkönyv | Daan Rots 54' |

| Johan Cruijff Arena, Amszterdam Nézőszám: 17.859 Játékvezető: Allard Lindhout |

| 23. forduló 2022. február 19. 18:45 |

| Willem Tilburg  | 0 – 1               | AFC Ajax           |
| --------------- | ------------------- | ------------------ |
| Dan Crowley 34' | (0 – 0) Jegyzőkönyv | Jurriën Timber 81' |

| Koning Willem II-stadion, Tilburg Nézőszám: 14.412 Játékvezető: Pol van Boekel |

| 24. forduló 2022. február 26. 16:45 |

| Go Ahead Eagles                                           | 2 – 1               | AFC Ajax            |
| --------------------------------------------------------- | ------------------- | ------------------- |
| Inigo Cordoba 18' Philippe Rommens 45+2' Cuco Martina 41' | (2 – 0) Jegyzőkönyv | Steven Berghuis 64' |

| Adelaarshorst, Deventer Nézőszám: 9.200 Játékvezető: Jochem Kamphuis |

| 25. forduló 2022. március 05. 16:45 |

| AFC Ajax                                                                                          | 3 – 2               | RKC Waalwijk                                                 |
| ------------------------------------------------------------------------------------------------- | ------------------- | ------------------------------------------------------------ |
| Sébastien Haller 33' 37' Dušan Tadić 90' (11-esből) 90+3' Lisandro Martínez 15' Devyne Rensch 53' | (2 – 0) Jegyzőkönyv | Michiel Kramer 50' Richard van der Venne 57' Vurnon Anta 90' |

| Johan Cruijff Arena, Amszterdam Nézőszám: 53.467 Játékvezető: Dennis Higler |

| 26. forduló 2022. március 11. 20:00 |

| SC Cambuur                                                         | 2 – 3               | AFC Ajax                                                       |
| ------------------------------------------------------------------ | ------------------- | -------------------------------------------------------------- |
| Issa Kallon 48' Patrick Joosten 79' Tom Boere 19' Robin Maulun 59' | (0 – 2) Jegyzőkönyv | Dušan Tadić 3' Sébastien Haller 40' 72' Ryan Gravenberch 90+2' |

| Cambuurstadion, Leeuwarden Nézőszám: 9.822 Játékvezető: Allard Lindhout |

| 27. forduló 2022. március 20. 14:30 |

| AFC Ajax                                                                             | 3 – 2               | Feyenoord                       |
| ------------------------------------------------------------------------------------ | ------------------- | ------------------------------- |
| Sébastien Haller 24' Dušan Tadić 78' Antony 86' 87' Antony 90+3′ Davy Klaassen 90+5' | (1 – 2) Jegyzőkönyv | Luis Sinisterra 8' Guus Til 28' |

| Johan Cruijff Arena, Amszterdam Nézőszám: 54.709 Játékvezető: Danny Makkelie |

| 28. forduló 2022. április 02. 16:30 |

| FC Groningen             | 1 – 3               | AFC Ajax                                                               |
| ------------------------ | ------------------- | ---------------------------------------------------------------------- |
| Jørgen Strand Larsen 20' | (1 – 2) Jegyzőkönyv | Davy Klaassen 45+1' Dušan Tadić 45+6' (11-esből) Steven Berghuis 90+1' |

| Euroborg, Groningen Nézőszám: 22.525 Játékvezető: Bas Nijhuis |

| 29. forduló 2022. április 09. 20:00 |

| AFC Ajax                                     | 2 – 1               | Sparta Rotterdam                                         |
| -------------------------------------------- | ------------------- | -------------------------------------------------------- |
| Davy Klaassen 49' Dušan Tadić 62' (11-esből) | (0 – 1) Jegyzőkönyv | Joeri de Kamps 33' 50' Adil Auassar 61' Mario Engels 64' |

| Johan Cruijff Arena, Amszterdam Nézőszám: 54.254 Játékvezető: Pol van Boekel |

| 30. forduló 2022. április 23. 16:30 |

| NEC Nijmegen                      | 0 – 1               | AFC Ajax                                      |
| --------------------------------- | ------------------- | --------------------------------------------- |
| Lasse Schöne 55' Rodrigo Guth 59' | (0 – 0) Jegyzőkönyv | Brian Brobbey 88' Daley Blind 53' Dušan Tadić |

| Stadion de Goffert, Nijmegen Nézőszám: 12.390 Játékvezető: Jeroen Manschot |

| 31. forduló 2022. április 30. 18:45 |

| AFC Ajax                              | 3 – 0               | PEC Zwolle |
| ------------------------------------- | ------------------- | ---------- |
| Dušan Tadić 30' Davy Klaassen 51' 80' | (1 – 0) Jegyzőkönyv |            |

| Johan Cruijff Arena, Amszterdam Nézőszám: 54.120 Játékvezető: Rob Dieperink |

| 32. forduló 2022. május 08. 14:30 |

| AZ Alkmaar                                                                  | 2 – 2               | AFC Ajax                                              |
| --------------------------------------------------------------------------- | ------------------- | ----------------------------------------------------- |
| Vangelis Pavlidis 62' 92' Håkon Evjen 75' Jordy Clasie 72' Owen Wijndal 95' | (0 – 1) Jegyzőkönyv | Brian Brobbey 42' Edson Álvarez 86' Davy Klaassen 78' |

| AFAS Stadion, Alkmaar Nézőszám: 18.033 Játékvezető: Dennis Higler |

| 33. forduló 2022. május 11. 20:00 |

| AFC Ajax | 5 – 0               | SC Heerenveen |
| --- | ------------------- | ------------- |
| Nicolás Tagliafico 19' Steven Berghuis 33' Sébastien Haller 38' (11-esből) Brian Brobbey 85' Edson Álvarez 90' | (3 – 0) Jegyzőkönyv |               |

| Johan Cruijff Arena, Amszterdam Nézőszám: 54.335 Játékvezető: Allard Lindhout |

| 34. forduló 2022. május 15. 14:30 |

| Vitesse Arnhem      | 2 – 2               | AFC Ajax                                                                      |
| ------------------- | ------------------- | ----------------------------------------------------------------------------- |
| Loïs Openda 52' 56' | (0 – 1) Jegyzőkönyv | Brian Brobbey 15' 74' Edson Álvarez 87' 24' Daley Blind 73' Davy Klaassen 73' |

| GelreDome, Arnhem Nézőszám: 18.920 Játékvezető: Bas Nijhuis |

#### Bajnoki statisztika
| Fordulók                        | 1  | 2  | 3  | 4  | 5  | 6  | 7  | 8  | 9  | 10 | 11 | 12 | 13 | 14 | 15 | 16 | 17 | 18 | 19 | 20 | 21 | 22 | 23 | 24 | 25 | 26 | 27 | 28 | 29 | 30 | 31 | 32 | 33 | 34 | Összesen |
| ------------------------------- | -- | -- | -- | -- | -- | -- | -- | -- | -- | -- | -- | -- | -- | -- | -- | -- | -- | -- | -- | -- | -- | -- | -- | -- | -- | -- | -- | -- | -- | -- | -- | -- | -- | -- | -------- |
| Fordulónként megszerzett pontok | 3  | 1  | 3  | 3  | 3  | 3  | 3  | 0  | 3  | 3  | 1  | 1  | 3  | 3  | 3  | 0  | 3  | 3  | 3  | 3  | 3  | 3  | 3  | 0  | 3  | 3  | 3  | 3  | 3  | 3  | 3  | 1  | 3  | 1  | 83       |
| Összpontszám növekedése         | 3  | 4  | 7  | 10 | 13 | 16 | 19 | 19 | 22 | 25 | 26 | 27 | 30 | 33 | 36 | 36 | 39 | 42 | 45 | 48 | 51 | 54 | 57 | 57 | 60 | 63 | 66 | 69 | 72 | 75 | 78 | 79 | 82 | 83 | 83       |
| Helyezés a tabellán             | 1. | 4. | 2. | 2. | 1. | 1. | 1. | 1. | 1. | 1. | 1. | 1. | 1. | 1. | 1. | 2. | 2. | 2. | 2. | 1. | 1. | 1. | 1. | 1. | 1. | 1. | 1. | 1. | 1. | 1. | 1. | 1. | 1. | 1. | 1.       |
| Lőtt gólok fordulónként         | 5  | 1  | 5  | 2  | 9  | 5  | 3  | 0  | 2  | 5  | 0  | 0  | 5  | 1  | 5  | 1  | 2  | 5  | 3  | 2  | 3  | 5  | 1  | 1  | 3  | 3  | 3  | 3  | 2  | 1  | 3  | 2  | 5  | 2  | 98       |
| Kapott gólok fordulónként       | 0  | 1  | 0  | 0  | 0  | 0  | 0  | 1  | 0  | 0  | 0  | 0  | 0  | 0  | 0  | 2  | 0  | 0  | 0  | 1  | 0  | 0  | 0  | 2  | 2  | 2  | 2  | 1  | 1  | 0  | 0  | 2  | 0  | 2  | 19       |
| Sárga lapok fordulónként        | 0  | 2  | 0  | 3  | 0  | 0  | 0  | 1  | 0  | 2  | 1  | 2  | 0  | 2  | 0  | 2  | 3  | 0  | 1  | 1  | 2  | 1  | 0  | 0  | 3  | 1  | 2  | 0  | 0  | 1  | 0  | 1  | 0  | 4  | 35       |
| Piros lapok fordulónként        | 0  | 0  | 0  | 0  | 0  | 0  | 0  | 0  | 0  | 0  | 0  | 0  | 0  | 0  | 0  | 0  | 0  | 0  | 0  | 0  | 0  | 0  | 0  | 0  | 0  | 0  | 1  | 0  | 0  | 0  | 0  | 0  | 0  | 0  | 1        |

#### A 2021-22-es Eredivisie első 8 helyezettje
| Hely. | Csapat            | M  | Gy | D  | V  | G+ | G– | Gk  | P  | Továbbjutás vagy kiesés           |
| ----- | ----------------- | -- | -- | -- | -- | -- | -- | --- | -- | --------------------------------- |
| 1.    | AFC Ajax          | 34 | 26 | 5  | 3  | 98 | 19 | +79 | 83 | Bajnokok Ligája, csoportkör       |
| 2.    | PSV Eindhoven KGY | 34 | 26 | 3  | 5  | 86 | 42 | +44 | 81 | Bajnokok Ligája, 3. selejtezőkör  |
| 3.    | Feyenoord         | 34 | 22 | 5  | 7  | 76 | 34 | +42 | 71 | Európa-liga, csoportkör           |
| 4.    | Twente Enchede    | 34 | 20 | 8  | 6  | 55 | 37 | +18 | 68 | Konferencia Liga, 3. selejtezőkör |
| 5.    | AZ Alkmaar        | 34 | 18 | 7  | 9  | 64 | 44 | +20 | 61 | Konferencia Liga play off         |
| 6.    | Vitesse Arnhem    | 34 | 15 | 6  | 13 | 42 | 51 | −9  | 51 | Konferencia Liga play off         |
| 7.    | FC Utrecht        | 34 | 12 | 11 | 11 | 51 | 46 | +5  | 47 | Konferencia Liga play off         |
| 8.    | SC Heerenveen     | 34 | 11 | 8  | 15 | 37 | 50 | −13 | 41 | Konferencia Liga play off         |

### Holland-kupa

#### 2. forduló
Az Ajax ebben a fordulóban, a legjobb 32 között csatlakozott az idei kupasorozathoz, ahogy az előzetes tervekben is volt. Az 1. fordulót kihagyták mert szerepeltek az európai kupák egyikében is (BL, EL, KL) ahogy a PSV, Feyenoord, AZ, Vitesse négyes is. Az ellenfél egy amatőr csapat, a negyedik ligás BVV Barendrecht volt akikkel még történetük során soha nem játszottak tétmérkőzést.
| 2021. december 15. 21:00 |

| AFC Ajax                                                                      | 4 – 0               | BVV Barendrecht (4) |
| ----------------------------------------------------------------------------- | ------------------- | ------------------- |
| Kenneth Taylor 10' Danilo 12' (11-esből) 49' Kristian Hlynsson 89' (11-esből) | (2 – 0) Jegyzőkönyv | Joey Jongman 40'    |

| Johan Cruijff Arena, Amszterdam Nézőszám: Zártkapus mérkőzés Játékvezető: Joey Kooij |

#### 3. forduló
| 2022. január 20. 21:00 |

| AFC Ajax | 9 – 0               | Excelsior Maassluis (3)          |
| --- | ------------------- | -------------------------------- |
| Nicolás Tagliafico 9' Danilo 21' 26' (11-esből) 37' 54' Youri Reeger 41' Kristian Hlynsson 64' Mohamed Daramy 66' 83' | (5 – 0) Jegyzőkönyv | Gijs Abbas 31' Gabri Urbanus 75' |

| Johan Cruijff Arena, Amszterdam Nézőszám: Zártkapus mérkőzés Játékvezető: Sander van der Eijk |

#### Negyeddöntő
| 2022. február 9. 19:00 |

| AFC Ajax                                                | 5 – 0               | Vitesse Arnhem        |
| ------------------------------------------------------- | ------------------- | --------------------- |
| Antony 17' 61' Sébastien Haller 30' 46' Dušan Tadić 51' | (2 – 0) Jegyzőkönyv | Maximilian Wittek 52' |

| Johan Cruijff Arena, Amszterdam Játékvezető: Bas Nijhuis |

#### Elődöntő
| 2022. március 3. 20:00 |

| AZ Alkmaar                                | 0 – 2               | AFC Ajax                                                                   |
| ----------------------------------------- | ------------------- | -------------------------------------------------------------------------- |
| Pantelis Hatzidiakos 27' Jordy Clasie 71' | (0 – 1) Jegyzőkönyv | Steven Berghuis 11' Davy Klaassen 89' Sébastien Haller 37' Daley Blind 74' |

| AFAS Stadion, Alkmaar Nézőszám: 15.802 Játékvezető: Serdar Gözübüyük |

#### Döntő
Az Ajax csapata idén játszotta le a 27. kupadöntőjét és ez volt a 7. döntő amelyet elvesztettek.
| 2022. április 17. 18:00 |

| PSV Eindhoven                                                                      | 2 – 1               | AFC Ajax                                       |
| ---------------------------------------------------------------------------------- | ------------------- | ---------------------------------------------- |
| Erick Gutiérrez 48' Cody Gakpo 50' Philipp Max 63' Jordan Teze 88' Mario Götze 90' | (0 – 1) Jegyzőkönyv | Ryan Gravenberch 23' 81' Lisandro Martínez 18' |

| De Kuip, Rotterdam Nézőszám: 47.500 Játékvezető: Danny Makkelie |

### Bajnokok Ligája

#### Csoportkör
| 2021. szeptember 15. 21:00 |

| Sporting CP                                                       | 1 – 5               | AFC Ajax |
| ----------------------------------------------------------------- | ------------------- | --- |
| Paulinho 33' João Palhinha 40' Tiago Tomás 83' Zouhair Feddal 83' | (1 – 3) Jegyzőkönyv | Sébastien Haller 2' 9' 51' 63' Steven Berghuis 39' Jurriën Timber 45' Edson Álvarez 49' Lisandro Martínez 86' |

| Estádio José Alvalade, Lisszabon Nézőszám: 20.382 Játékvezető: José Sánchez Martínez (spanyol) |

| 2021. szeptember 28. 18:45 |

| AFC Ajax                                 | 2 – 0               | Besiktas                             |
| ---------------------------------------- | ------------------- | ------------------------------------ |
| Steven Berghuis 17' Sébastien Haller 43' | (2 – 0) Jegyzőkönyv | Can Bozdoğan 75' Michy Batshuayi 90' |

| Johan Cruijff Arena, Amszterdam Nézőszám: 52.628 Játékvezető: Benoît Bastien (francia) |

| 2021. október 19. 21:00 |

| AFC Ajax | 4 – 0               | Borussia Dortmund |
| --- | ------------------- | ----------------- |
| Marco Reus 11' (öngól) Daley Blind 25' Antony 57' Sébastien Haller 72' Edson Álvarez 33' Jurriën Timber 90' | (2 – 0) Jegyzőkönyv | Axel Witsel 42'   |

| Johan Cruijff Arena, Amszterdam Nézőszám: 54.029 Játékvezető: Jesús Gil Manzano (spanyol) |

| 2021. november 3. 21:00 |

| Borussia Dortmund                                            | 1 – 3               | AFC Ajax                                                                   |
| ------------------------------------------------------------ | ------------------- | -------------------------------------------------------------------------- |
| Marco Reus 37' (11-esből) Mats Hummels 29′ Ansgar Knauff 78' | (1 – 0) Jegyzőkönyv | Dušan Tadić 72' Sébastien Haller 83' Davy Klaassen 90+3' Edson Álvarez 39' |

| Signal Iduna Park, Dortmund Nézőszám: 67.000 Játékvezető: Michael Oliver (angol) |

| 2021. november 24. 18:45 |

| Besiktas                                     | 1 – 2               | AFC Ajax                     |
| -------------------------------------------- | ------------------- | ---------------------------- |
| Rachid Ghezzal 22' (11-esből) Cyle Larin 88' | (1 – 0) Jegyzőkönyv | Sébastien Haller 54' 69' 85' |

| Beşiktaş İnönü Stadion, Isztambul Játékvezető: Irfan Peljto (Bosznia Hercegovina) |

| 2021. december 7. 21:00 |

| AFC Ajax | 4 – 2               | Sporting CP                                       |
| --- | ------------------- | ------------------------------------------------- |
| Sébastien Haller 8' (11-esből) Antony 42' David Neres 58' Steven Berghuis 62' Perr Schuurs 44' Edson Álvarez 54' | (2 – 1) Jegyzőkönyv | Nuno Santos 22' Tabata 78' 36' Daniel Bragança 7' |

| Johan Cruijff Arena, Amszterdam Nézőszám: Zártkapus mérkőzés Játékvezető: Davide Massa (olasz) |

##### C-csoport eredménye
| Hely. | Csapat            | M | Gy | D | V | G+ | G– | Gk  | P  | Továbbjutás vagy kiesés     |
| ----- | ----------------- | - | -- | - | - | -- | -- | --- | -- | --------------------------- |
| 1.    | AFC Ajax          | 6 | 6  | 0 | 0 | 20 | 5  | +15 | 18 | BL-egyenes kieséses szakasz |
| 2.    | Sporting Liszabon | 6 | 3  | 0 | 3 | 14 | 12 | +2  | 9  | BL-egyenes kieséses szakasz |
| 3.    | Borussia Dortmund | 6 | 3  | 0 | 3 | 10 | 11 | −1  | 9  | EL-egyenes kieséses szakasz |
| 4.    | Besiktas          | 6 | 0  | 0 | 6 | 3  | 19 | −16 | 0  |                             |

Azonos pontszám esetén az egymás elleni mérkőzések alapján dől el a sorrend

#### Nyolcaddöntő
| 2022. február 23. 21:00 |

| SL Benfica                                                                              | 2 – 2               | AFC Ajax                                                                                  |
| --------------------------------------------------------------------------------------- | ------------------- | ----------------------------------------------------------------------------------------- |
| Sébastien Haller 26' (öngól) Roman Yaremchuk 72' 72' Darwin Núñez 46' Gonçalo Ramos 49' | (1 – 2) Jegyzőkönyv | Dušan Tadić 18' Sébastien Haller 29' Noussair Mazraoui 23' Steven Berghuis 45' Antony 87' |

| Estádio da Luz, Lisszabon Nézőszám: 54.760 Játékvezető: Slavko Vinčić (szlovén) |

| 2022. március 15. 21:00 |

| AFC Ajax                                                    | 0 – 1               | SL Benfica                         |
| ----------------------------------------------------------- | ------------------- | ---------------------------------- |
| Jurriën Timber 83' Daley Blind 90+4' Ryan Gravenberch 90+4' | (0 – 0) Jegyzőkönyv | Darwin Núñez 77' Gonçalo Ramos 67' |

| Johan Cruijff Arena, Amszterdam Nézőszám: 54.066 Játékvezető: Carlos Del Cerro Grande (spanyol) |

## Sajátnevelések első tétmérkőzése a felnőttcsapatban
A táblázatban azon fiatal játékosok szerepelnek akik legalább az előző 3 évben az Ajax-akadémiáján képezték magukat és közben a fiatalcsapatokat (Ajax A1 vagy Jong Ajax) erősítették. Ebben a szezonban pedig bemutatkoztak a felnőttcsapatban már tétmérkőzésen is.
| Mez | Név                        | Pozíció | Előző klub | Debütálás tétmérkőzésen | Debütálás tétmérkőzésen        | Debütálás tétmérkőzésen | Debütálás tétmérkőzésen | Debütálás tétmérkőzésen |
| Mez | Név                        | Pozíció | Előző klub | Dátum                   | Első tétmérkőzés               | Mérkőzés típusa         | Gól                     | Életkor                 |
| --- | -------------------------- | ------- | ---------- | ----------------------- | ------------------------------ | ----------------------- | ----------------------- | ----------------------- |
| 44  | Youri Reeger               | JH      | Jong Ajax  | 2021. dec. 15.          | AFC Ajax – BVV Barendrecht 4:0 | Holland kupa            | 0                       | 18 év 119 nap           |
| 56  | Amourricho van Axel Dongen | SZT     | Jong Ajax  | 2021. dec. 15.          | AFC Ajax – BVV Barendrecht 4:0 | Holland kupa            | 0                       | 17 év 77 nap            |
| 53  | Liam van Gelderen          | JH      | Jong Ajax  | 2022. ápr. 23.          | NEC Nijmegen – AFC Ajax 0:1    | Eredivisie (30.)        | 0                       | 21 év 31 nap            |
| 46  | Anass Salah-Eddine         | BH      | Jong Ajax  | 2022. máj. 15.          | Vitesse – AFC Ajax 2:2         | Eredivisie (34.)        | 0                       | 20 év 117 nap           |

## Díjazottak

### Csapaton belül
- Rinus Michels-díj (Év Játékosa):  Lisandro Martínez
- Marco van Basten-díj (Év Tehetsége):  Jurriën Timber
- Abdelhak Nouri-díj (Jövő Tehetsége):  Charlie Setford

### Bajnokságban
- Év Játékosa:  Jurriën Timber
- Johan Cruijff-díj (Év Tehetsége):  Jurriën Timber
- Willy van der Kuijlen-díj (Gólkirályi cím):  Sébastien Haller

## Mérkőzés statisztika
Minden mérkőzés a rendes játékidőben elért eredmények alapján van besorolva, de a hosszabbításban lőtt gólok is be vannak írva. Idén nem játszott olyan mérkőzést az Ajax melyen hosszabbítás lett volna.
| Tipus               | Mérkőzés | Győzelem | Döntetlen | Vereség | Lőtt gólok | Kapott gólok | Gólkülönbség |
| ------------------- | -------- | -------- | --------- | ------- | ---------- | ------------ | ------------ |
| Eredivisie          | 34       | 26       | 5         | 3       | 98         | 19           | +79          |
| Holland – kupa      | 5        | 4        | 0         | 1       | 21         | 2            | +19          |
| Szuperkupa          | 1        | 0        | 0         | 1       | 0          | 4            | -4           |
| BL – csoportkör     | 6        | 6        | 0         | 0       | 20         | 5            | +15          |
| BL – egyenes kiesés | 2        | 0        | 1         | 1       | 2          | 3            | -1           |
| ÖSSZESEN            | 48       | 36       | 6         | 6       | 141        | 33           | +108         |

## Hazai nézőszámok
Íme az idei szezonban lejátszott összes hazai mérkőzésre kilátogató nézők száma.
| Tipus               | Mérkőzések | Zártkapus | Összes néző | Átlag nézőszám |
| ------------------- | ---------- | --------- | ----------- | -------------- |
| Eredivisie          | 17         | 3         | 623.147     | 36.656         |
| Holland – kupa      | 3          | 2         | 15.403      | 15.403         |
| Szuperkupa          | 1          | 0         | 25.000      | 25.000         |
| BL – csoportkör     | 3          | 1         | 106.657     | 35.552         |
| BL – egyenes kiesés | 1          | 0         | 54.066      | 54.066         |
| ÖSSZESEN            | 25         | 6         | 824.273     | 32.971         |

## Játékos statisztikák

### Góllövőlista
Íme a csapat teljes góllövőlistája az idei szezonban lejátszott tétmérkőzések alapján. Az idei gólkirályi címét az elefántcsontparti támadó, Sébastien Haller szerezte meg. Ahogy a bajnokságban, úgy minden tétmérkőzésen is ő volt a csapat legeredményesebb játékosa. A bajnokságban is megszerezte a gólkirályi címet, így 3 év után újra Ajax játékos lett a gólkirály. Ő lett a csapat első afrikai játékosa aki megnyerte a gólkirályi címet a bajnokságban.
Ezzel együtt már 22 alkalommal nyert Ajax játékos gólkirályi címet az Eredivisie-ben, Haller pedig a 11. játékosa a csapatnak akinek ez sikerült. Viszont ő az akinek közülük eddig a legkevesebb góllal sikerült megnyernie ezt a címet.
Akárcsak tavaly, idén is 21 játékos tudott gólt szerezni a csapatban tétmérkőzésen. A bajnokságban pedig 19 különböző játékos talált be.
A dőlt betűvel írt játékosok szezon közben eligazoltak vagy kölcsönbe mentek.
| No. | Játékos            | Bajnokság | Kupa | Szuperkupa | Bajnokok Ligája | ÖSSZESEN |
| --- | ------------------ | --------- | ---- | ---------- | --------------- | -------- |
| 01. | Sébastien Haller   | 21        | 2    | 0          | 11              | 34       |
| 02. | Dušan Tadić        | 13        | 1    | 0          | 2               | 16       |
| 03. | Antony             | 8         | 2    | 0          | 2               | 12       |
| -   | Steven Berghuis    | 8         | 1    | 0          | 3               | 12       |
| 05. | Davy Klaassen      | 9         | 1    | 0          | 1               | 11       |
| 06. | Danilo             | 2         | 6    | 0          | 0               | 8        |
| 07. | Brian Brobbey      | 7         | 0    | 0          | 0               | 7        |
| 08. | Noussair Mazraoui  | 5         | 0    | 0          | 0               | 5        |
| -   | Edson Álvarez      | 5         | 0    | 0          | 0               | 5        |
| 10. | David Neres        | 3         | 0    | 0          | 1               | 4        |
| 11. | Mohamed Daramy     | 1         | 2    | 0          | 0               | 3        |
| -   | Jurriën Timber     | 3         | 0    | 0          | 0               | 3        |
| -   | Ryan Gravenberch   | 2         | 1    | 0          | 0               | 3        |
| -   | Nicolás Tagliafico | 2         | 1    | 0          | 0               | 3        |
| 15. | Daley Blind        | 1         | 0    | 0          | 1               | 2        |
| -   | Kristian Hlynsson  | 0         | 2    | 0          | 0               | 2        |
| -   | Kenneth Taylor     | 1         | 1    | 0          | 0               | 2        |
| 18. | Mohammed Kudus     | 1         | 0    | 0          | 0               | 1        |
| -   | Lisandro Martínez  | 1         | 0    | 0          | 0               | 1        |
| -   | Devyne Rensch      | 1         | 0    | 0          | 0               | 1        |
| -   | Your Reeger        | 0         | 1    | 0          | 0               | 1        |

### Kanadai ponttáblázat
Íme az Ajax játékosainak elért teljesítménye a kanadai ponttáblázat alapján. Ezen táblázatban azokat a játékosokat (jelenlegi vagy volt játékosokat) lehet látni, akik legalább egy pontot (gólt vagy gólpasszt) szereztek tétmérkőzésen.
Az idei szezonban Sébastien Haller szerezte a legtöbb pontot tétmérkőzéseken, köszönhetően a sok góljának. Idén 43 mérkőzésen lépett pályára és összesen 43 pontot szerzett, így átlagosan minden mérkőzésen szerepe volt egy gólban.
Dušan Tadić, aki az előző 3 szezon mindegyikében a legtöbb pontot szerezte csapaton belül, idén csak ezüstérmes lett. Viszont ő adta idén is a legtöbb gólpasszt csapaton belül és a bajnokságban is. Valamint ez volt sorozatban a 4. szezonja amikor ő végzett a bajnokságban a ponttáblázat élén.
Az idei szezonban összesen 24 játékos szerzett pontot tétmérkőzésen, a bajnokságban pedig 20 játékosnak sikerült.
A rangsor a pontszám alapján állt össze. Azonos pontszám alapján az van előnyben aki a legtöbb gólt szerezte.
A dőlt betűvel írt játékosok szezon közben eligazoltak vagy kölcsönbe mentek.

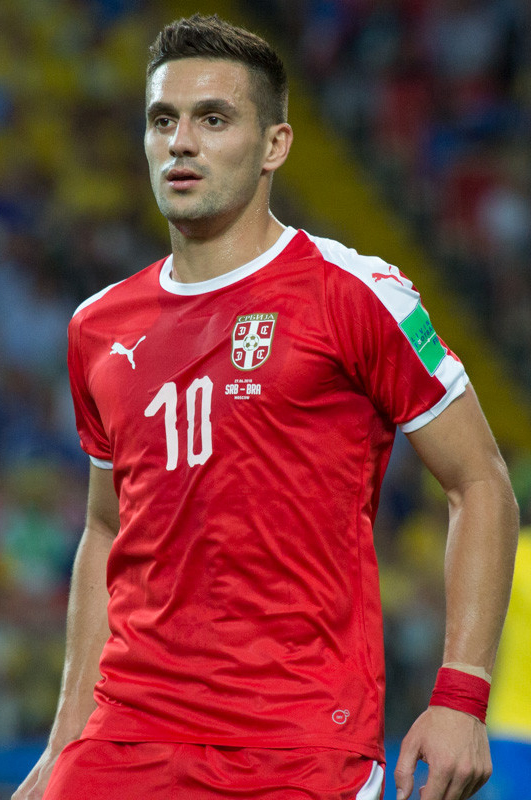
Dušan Tadić, sorozatban negyedik alkalommal végzett a ponttáblázat élén a bajnokságban

| No. | Játékos            | Bajnokság | Bajnokság | Kupa | Kupa     | Szuperkupa | Szuperkupa | Bajnokok Ligája | Bajnokok Ligája | PONTSZÁM (G+Gp) | Mérk. sz. |
| No. | Játékos            | Gól       | Gólpassz  | Gól  | Gólpassz | Gól        | Gólpassz   | Gól             | Gólpassz        | PONTSZÁM (G+Gp) | Mérk. sz. |
| --- | ------------------ | --------- | --------- | ---- | -------- | ---------- | ---------- | --------------- | --------------- | --------------- | --------- |
| 01. | Sébastien Haller   | 21        | 7         | 2    | 0        | 0          | 0          | 11              | 2               | 43 (34+9)       | 43        |
| 02. | Dušan Tadić        | 13        | 19        | 1    | 2        | 0          | 0          | 2               | 1               | 38 (16+22)      | 45        |
| 03. | Steven Berghuis    | 8         | 11        | 1    | 2        | 0          | 0          | 3               | 1               | 26 (12+14)      | 46        |
| 04. | Antony             | 8         | 4         | 2    | 2        | 0          | 0          | 2               | 5               | 23 (12+11)      | 33        |
| 05. | Davy Klaassen      | 9         | 0         | 1    | 3        | 0          | 0          | 1               | 1               | 15 (11+4)       | 44        |
| 06. | Danilo             | 2         | 1         | 6    | 0        | 0          | 0          | 0               | 0               | 9 (8+1)         | 17        |
| 07. | Noussair Mazraoui  | 5         | 2         | 0    | 0        | 0          | 0          | 0               | 2               | 9 (5+4)         | 36        |
| 08. | Ryan Gravenberch   | 2         | 5         | 1    | 0        | 0          | 0          | 0               | 1               | 9 (3+6)         | 42        |
| 09. | Brian Brobbey      | 7         | 1         | 0    | 0        | 0          | 0          | 0               | 0               | 8 (7+1)         | 13        |
| 10. | Nicolás Tagliafico | 2         | 2         | 1    | 1        | 0          | 0          | 0               | 1               | 7 (3+4)         | 30        |
| 11. | Kenneth Taylor     | 1         | 3         | 1    | 2        | 0          | 0          | 0               | 0               | 7 (2+5)         | 18        |
| 12. | Edson Álvarez      | 5         | 1         | 0    | 0        | 0          | 0          | 0               | 0               | 6 (5+1)         | 41        |
| 13. | David Neres        | 3         | 2         | 0    | 0        | 0          | 0          | 1               | 0               | 6 (4+2)         | 22        |
| 14. | Mohamed Daramy     | 1         | 3         | 2    | 0        | 0          | 0          | 0               | 0               | 6 (3+3)         | 16        |
| 15. | Jurriën Timber     | 3         | 2         | 0    | 0        | 0          | 0          | 0               | 0               | 5 (3+2)         | 43        |
| 16. | Lisandro Martínez  | 1         | 3         | 0    | 0        | 0          | 0          | 0               | 1               | 5 (1+4)         | 37        |
| 17. | Daley Blind        | 1         | 1         | 0    | 0        | 0          | 0          | 1               | 1               | 4 (2+2)         | 46        |
| 18. | Devyne Rensch      | 1         | 1         | 0    | 1        | 0          | 0          | 0               | 0               | 3 (1+2)         | 29        |
| 19. | Kristian Hlynsson  | 0         | 0         | 2    | 0        | 0          | 0          | 0               | 0               | 2 (2+0)         | 2         |
| 20. | Mohammed Kudus     | 1         | 1         | 0    | 0        | 0          | 0          | 0               | 0               | 2 (1+1)         | 21        |
| 21. | Perr Schuurs       | 0         | 1         | 0    | 0        | 0          | 0          | 0               | 1               | 2 (0+2)         | 30        |
| 22. | Youri Reeger       | 0         | 0         | 1    | 0        | 0          | 0          | 0               | 0               | 1 (1+0)         | 5         |
| 23. | Van Axel Dongen    | 0         | 0         | 0    | 1        | 0          | 0          | 0               | 0               | 1 (0+1)         | 3         |
| -   | Naci Ünüvar        | 0         | 0         | 0    | 1        | 0          | 0          | 0               | 0               | 1 (0+1)         | 2         |

### Lapok
Minden egyes lap be van írva amit Ajax-játékos kapott az idei szezonban.
A bajnokságban idén is eltiltás jár 5 sárga lap után. A következő játékosok, Lisandro Martínez és Antony hoztak magukkal sárga lapot, mivel az előző bajnokság utolsó 2 fordulójában kaptak sárga lapot és azért nem járt eltiltás.
A bajnokság szabályai szerint ha egy játékos egy mérkőzésen 2 sárga lap után kap pirosat, akkor a piros lap törli a két sárgát és egyik sem növeli a játékos sárga lapjainak számát.
| SÁRGA LAPOK | SÁRGA LAPOK       | SÁRGA LAPOK | SÁRGA LAPOK | SÁRGA LAPOK | SÁRGA LAPOK | SÁRGA LAPOK     | SÁRGA LAPOK |
| No.         | Játékos neve      | ÖSSZESEN    | Bajnokság   | Kupa        | Szuperkupa  | Bajnokok Ligája |             |
| ----------- | ----------------- | ----------- | ----------- | ----------- | ----------- | --------------- | ----------- |
| 01.         | Edson Álvarez     | 9           | 5           | 0           | 0           | 4               |             |
| 02.         | Sébastien Haller  | 6           | 4           | 1           | 0           | 1               |             |
| -           | Lisandro Martínez | 6           | 4           | 1           | 0           | 1               |             |
| -           | Ryan Gravenberch  | 6           | 4           | 1           | 0           | 1               |             |
| 05.         | Davy Klaassen     | 5           | 4           | 0           | 1           | 0               |             |
| 06.         | Noussair Mazraoui | 4           | 3           | 0           | 0           | 1               |             |
| -           | Jurriën Timber    | 4           | 1           | 0           | 0           | 3               |             |
| -           | Antony            | 4           | 3           | 0           | 0           | 1               |             |
| -           | Daley Blind       | 4           | 2           | 1           | 0           | 1               |             |
| 10.         | Dušan Tadić       | 2           | 2           | 0           | 0           | 0               |             |
| 11.         | David Neres       | 1           | 1           | 0           | 0           | 0               |             |
| -           | Perr Schuurs      | 1           | 0           | 0           | 0           | 1               |             |
| -           | Steven Berghuis   | 1           | 0           | 0           | 0           | 1               |             |
| -           | Devyne Rensch     | 1           | 1           | 0           | 0           | 0               |             |
| -           | Brian Brobbey     | 1           | 1           | 0           | 0           | 0               |             |
| ÖSSZESEN    | ÖSSZESEN          | 55          | 35          | 4           | 1           | 15              |             |

| PIROS LAPOK | PIROS LAPOK        | PIROS LAPOK | PIROS LAPOK | PIROS LAPOK | PIROS LAPOK | PIROS LAPOK     | PIROS LAPOK |
| No.         | Játékos neve       | ÖSSZESEN    | Bajnokság   | Kupa        | Szuperkupa  | Bajnokok Ligája |             |
| ----------- | ------------------ | ----------- | ----------- | ----------- | ----------- | --------------- | ----------- |
| 01.         | Nicolás Tagliafico | 1           | 0           | 0           | 1           | 0               |             |
| -           | Antony             | 1           | 1           | 0           | 0           | 0               |             |
| ÖSSZESEN    | ÖSSZESEN           | 2           | 1           | 0           | 1           | 0               |             |

### Egy tétmérkőzésen legtöbb gólt szerző játékosok
A következő táblázatban a csapat azon játékosai szerepelnek akik az idei szezonban a legtöbb gólt – legalább 3-at – szerezték egy tétmérkőzésen.
| #  | Játékos          | Gólok | Dátum                | Mérkőzés típusa | Végeredmény                    |
| -- | ---------------- | ----- | -------------------- | --------------- | ------------------------------ |
| 1. | Sébastien Haller | 4     | 2021. szeptember 15. | Bajnokok Ligája | Sporting CP – Ajax 1:5         |
| 2. | Danilo           | 4     | 2022. január 20.     | Holland-kupa    | Ajax – Excelsior Maassluis 9:0 |
| 3. | Sébastien Haller | 3     | 2022. február 13..   | Eredivisie      | Ajax – FC Twente 5:0           |

### Büntetők
A következő táblázat a csapat idei büntetőit mutatja meg, amiket tétmérkőzéseken lőttek. A büntetők sorrendje a dátum szerint van megadva.
| #   | Játékos           | Büntető  | Dátum              | Mérkőzés tipusa | Végeredmény                    |
| --- | ----------------- | -------- | ------------------ | --------------- | ------------------------------ |
| 1.  | Sébastien Haller  | GÓL      | 2021. december 07. | Bajnokok Ligája | Ajax – Sporting CP 4:2         |
| 2.  | Danilo            | GÓL      | 2021. december 15. | Holland-kupa    | Ajax – BVV Barendrecht 4:0     |
| 3.  | Kristian Hlynsson | GÓL      | 2021. december 15. | Holland-kupa    | Ajax – BVV Barendrecht 4:0     |
| 4.  | Dušan Tadić       | GÓL      | 2021. december 19. | Eredivisie      | Feyenoord – Ajax 0:2           |
| 5.  | Sébastien Haller  | GÓL      | 2021. december 22. | Eredivisie      | Ajax – Fortuna Sittard 5:0     |
| 6.  | Danilo            | GÓL      | 2022. január 20.   | Holland-kupa    | Ajax – Excelsior Maassluis 9:0 |
| 7.  | Dušan Tadić       | KIHAGYVA | 2022. február 06.  | Eredivisie      | Ajax – Heracles Almelo 3:0     |
| 8.  | Dušan Tadić       | KIHAGYVA | 2022. február 13.  | Eredivisie      | Ajax – FC Twente 5:0           |
| 9.  | Dušan Tadić       | GÓL      | 2022. március 06.  | Eredivisie      | Ajax – RKC Waalwijk 3:2        |
| 10. | Dušan Tadić       | GÓL      | 2022. április 02.  | Eredivisie      | FC Groningen – Ajax 1:3        |
| 11. | Dušan Tadić       | GÓL      | 2022. április 09.  | Eredivisie      | Ajax – Sparta Rotterdam 2:1    |
| 12. | Dušan Tadić       | KIHAGYVA | 2022. április 23.  | Eredivisie      | NEC Nijmegen – Ajax 0:1        |
| 13. | Sébastien Haller  | GÓL      | 2022. május 11.    | Eredivisie      | Ajax – SC Heerenveen 5:0       |

## Érdekességek, rekordok és jubileumok
- Az augusztus 7-én lejátszott AFC Ajax – PSV Eindhoven holland szuperkupa-döntő volt a híres holland bíró, Björn Kuipers karrierjének utolsó tétmérkőzése
- Az Ajax szerb támadója, Dušan Tadić , a Szuperkupa-döntőn lépett pályára 150. tétmérkőzésén az Ajax csapatában
- Az augusztus 7-én lejátszott AFC Ajax – PSV Eindhoven holland szuperkupa-döntőn a PSV 4:0-ra győzött, így 2013 óta most tudta először legyőzni az Ajax-ot 4 góllal, Amszterdamban pedig utoljára és eddig egyetlen alkalommal 16 éve, a 2004/05-os bajnokságban sikerült megnyerniük a De Toppert 4 gólos különbséggel.
- Augusztus 7-én Antony, az Ajax brazil labdarúgója megnyerte az olimpiát a brazil válogatottal a tokiói olimpián. Ő a csapat történetének második labdarúgója aki olimpiát tudott nyerni. Az eddigi egyetlen labdarúgó az argentín Mauro Rosales volt.
- A bajnokság 1. fordulójában (augusztus 14.), az Ajax már a mérkőzés 20. percében megszerezte 4. gólját a NEC Nijmegen ellen. A bajnokságban csak egyszer tudtak ennél gyorsabban 4 gólt szerezni egy mérkőzésen. Napra pontosan 55 évvel ezelőtt, 1966. augusztus 14-én az USV Elinkwijk elleni mérkőzésen, akkor a 19. percben lőtték be a 4. gólt.
- CSAPATON BELÜLI REKORD ǃǃǃ Az Ajax összesen 10 gólt szerzett a bajnokság első 2 hazai mérkőzésén (az 1. és 3. fordulóban). Történetük során eddig összesen 2 alkalommal tudták elérni a 10 lőtt gólt a bajnokság első 2 hazai mérkőzésén az Eredivisie-ben. Első alkalommal az 1961/62-es szezonban (10:3), második alkalommal – és eddig utoljára – pedig 53 évvel ezelőtt, az 1968/69-es szezonban (10:1) sikerült. Mivel ebben a szezonban nem kaptak gólt ezen mérkőzéseken, így történetük során most indították legjobban a szezont a hazai mérkőzéseket figyelembe véve.
- CSAPATON BELÜLI REKORD ǃǃǃ Az Ajax összesen 19 gólt szerzett a bajnokság első 3 hazai mérkőzésén (az 1., 3. és 5. fordulókban). Történetük során eddig összesen 1 alkalommal tudták elérni a 19 lőtt gólt a bajnokság első 3 hazai mérkőzésén az Eredivisieben. Eddigi egyetlen alkalommal az 1961/62-es szezonban (19:4) sikerült. Mivel ebben a szezonban nem kaptak gólt ezen mérkőzéseken, így történetük során most indították legjobban a szezont a hazai mérkőzéseket figyelembe véve.
- A bajnokság 5. fordulójában, az Ajax csapata 9:0-ra győzte le hazai pályán az SC Cambuur csapatát. Ez volt az Ajax legnagyobb arányú hazai győzelme az utolsó 20 évben. Utoljára 2001. március 18-án tudtak tétmérkőzést ilyen nagy arányban nyerni hazai pályán. Akkor a Sparta Rotterdam együttesét győzték le szintén 9:0 arányban.[10]
- A szeptember 18-án hazai pályán 9:0 arányban győzte le az Ajax az SC Cambuur együttesét, a mérkőzésen összesen 8 különböző Ajax-játékos szerzett gólt. Az Eredivisie történetében eddig csak egy alkalommal fordult elő, hogy egy mérkőzésen egy csapat 8 különböző játékosa szerezzen gólt. Ez a mérkőzés 19 nap híján pontosan 40 éve, 1981. augusztus 30-án szintén a bajnokság 5. fordulójában volt. Akkor szintén az Ajax csapatának sikerült ezt elérnie, mialatt legyőzték a De Graafschap csapatát 9:1-re.
- Az SC Cambuur elleni győztes mérkőzésen az Ajax szerb támadója, Dušan Tadić  2 gólpasszt is adott. A mérkőzésen adott második gólpasszal megszerezte karrierje során a 101. gólpasszát az Eredivisie-ben. A 21. században ő az első játékosa a holland bajnokságnak aki elérte és át is lépte gólpasszok tekintetében a 100-as határt.[11]
- EREDIVISIE REKORD ǃǃǃ Az Ajax gólaránya a bajnokságban 6 forduló után 27:1 volt, így a gólkülönbség pedig +26 volt. Az Eredivisie történetében ez az eddigi legjobb gólkülönbség melyet egy csapat az első 6 fordulót követően elért. Az eddigi rekordot szintén az Ajax tartotta, az 1997/98-as szezonban elért +25-ös (28:3) gólkülönbséggel.
- A bajnokság 7. fordulójában az FC Groningen ellen pályára lépett 100. bajnoki mérkőzésén az Ajax-ban a csapat szerb csapatkapitánya, Dušan Tadić. Ő a csapat történetében a 89. játékos aki elérte a 100-as határt a bajnoki mérkőzések terén.
- Szeptember 28-án a BL csoportkörében, a török Beşiktaş JK elleni mérkőzésen (2:0) az Ajax szerb támadója, Dušan Tadić lejátszotta 159. tétmérkőzését az Ajax csapatában. Így a csapaton belüli örökranglistán megelőzte honfitársát Miralem Sulejmanit (158 tétmérkőzés) és ő lett az Ajax legtöbb tétmérkőzésen pályára lépő szerb labdarúgója. A szintén szerb születésű Velibor Vasović több tétmérkőzésen (204) lépett pályára, de ő még jugoszláv labdarúgóként
- A bajnokság 10. fordulójában a PSV Eindhoven ellen 5:0-ra megnyert mérkőzésen Dušan Tadić is gólt szerzett, ezzel megszerezte karrierje 100. Eredivisie-gólját (AFC Ajax 58 gól, FC Twente 28 gól, FC Groningen 14 gól).
- EREDIVISIE-REKORD BEÁLLÍTÁS ǃǃǃ A bajnokság első 10 fordulójában az Ajax csupán 2 gólt kapott. Mostanáig csupán 3 szezonban fordult elő, hogy egy csapat 10 mérkőzés után ilyen kevés gólt kapjon (1971/72-ben a Feyenoord, 1977/78-ban a PSV Eindhoven, 1995/96-ban az AFC Ajax)
- A bajnokság 11. fordulójában a Heracles elleni mérkőzésen (0:0) az Ajax szerb támadója, Dušan Tadić lejátszotta 104. bajnoki mérkőzését az Ajax csapatában. Így a csapaton belüli örökranglistán megelőzte honfitársát Miralem Sulejmanit (103 bajnoki mérkőzés) és ő lett az Ajax legtöbb bajnoki mérkőzésen pályára lépő szerb labdarúgója. Bár a szintén szerb születésű Velibor Vasović több bajnoki mérkőzésen (145) lépett pályára, de ő még jugoszláv labdarúgóként.
- A bajnokság 13. fordulójában a csapat argentin válogatott védője, Lisandro Martínez is pályára lépett 100. tétmérkőzésén az Ajax csapatában. A csapat történetében ő a második argentin játékos aki elérte a 100-as határt a tétmérkőzések terén. Ez eddig csupán Nicolás Tagliaficonak sikerült, aki szintén aktív játékosa jelenleg a csapatnak.
- Szintén a bajnokság 13. fordulójában a csapat holland kapusa, Remko Pasveer lejátszotta 10. bajnoki mérkőzését az Ajax csapatában. A profi érában ő lett az Ajax történetének első kapusa aki első 10 bajnoki mérkőzéséből – melyeken végig a kapuban állt – összesen 9 mérkőzésen nem kapott gólt. Mivel ezen mérkőzéseken csupán 1 gólt kapott, ezért ő lett a csapat első kapusa aki első 10 bajnoki mérkőzésén a legkevesebb gólt kapta.
- A bajnokság 14. fordulójában az argentin válogatott védő, Nicolás Tagliafico lejátszotta 100. Eredivisie-mérkőzését az Ajax csapatában, így ő lett a csapat első argentín századosa a bajnoki mérkőzések terén. Valamint a brazil támadó, David Neres pályára lépett 119. Eredivisie-mérkőzésén is a csapatban, így ő lett az Ajax azon brazil játékosa aki Eredivisie-mérkőzéseken is legtöbb alkalommal húzhatta magára a csapat mezét, megelőzve a 118 mérkőzéssel rendelkező Wambertot.
- ǃǃǃ EREDIVISIE-REKORD ǃǃǃ Az első 15 fordulóban az Ajax csupán 2 gólt kapott és ezek közül mindkettőt második félidőben kapták. Így a bajnokság történetében most fordult elő először, hogy egy csapat nem kapott gólt a szezon első 15 mérkőzésének első félidejében. Végül ez a rekord felment 23-ra mivel az Ajax csupán a 24. fordulóban kapott először gólt az első félidőben.
- A holland kupa 2. fordulójában az amatőr BVV Barendrecht ellen bemutatkozott a felnőttcsapatban az izlandi Kristian Hlynsson aki góllal debütált. A mérkőzés napján 17 éves és 326 napos volt, így ő lett az Ajax 9. legfiatalabb játékosa aki tétmérkőzésen góllal debütált és ezen a listán a legfiatalabb idegenlégiós.
- A holland kupa 2. fordulójában a csapat argentin válogatott hátvédje, Nicolás Tagliafico lejátszotta 150. tétmérkőzését az Ajax csapatában.
- A világ egyik legnagyobb nevű és legnagyobb múlttal rendelkező rangadóját a De Klassiekert 100 éve, 1921. október 9-én rendezték meg először Hollandiában. A bajnokság idei szezonjának 17. fordulójában az AFC Ajax és a Feyenoord csapata lejátszotta 200. egymás elleni mérkőzését, mely 191 tétmérkőzést és 9 barátságos mérkőzést foglal magában.
- EREDIVISIE-REKORD BEÁLLÍTÁS és MEGDÖNTÉS ǃǃǃ A szezon első félidejében, 17 fordulót követően az Ajax csupán 4 gólt kapott, ezzel beállították saját rekordjukat amit az 1997/98-as bajnokságban értek el. A bajnokság első 17 mérkőzését a legkevesebb kapott góllal zárták. Viszont az idei 17 forduló alatt 14 mérkőzésen nem kaptak gólt ami új rekord az Eredivisie-ben ǃǃǃ
- Januárban eligazolt a csapattól a brazil David Neres, aki beírta magát a csapat történelmébe. Ő lett a csapat eddig legtöbb bajnoki és tétmérkőzésen pályára lépő dél-amerikai labdarúgója, valamint a csapat eddigi legeredményesebb brazil labdarúgója.
- EREDIVISIE-REKORD ǃǃǃ A bajnokság 19. fordulójában Erik ten Hag, az Ajax edzőjeként megszerezte 100. bajnoki győzelmét a csapattal. Erre mindössze 128 mérkőzést kellett várnia, így az bajnokság történetében neki sikerült egy csapattal leghamarabb elérnie a 100 győzelmet. Valamint a holland válogatott Davy Klaassen is pályára lépett 250. tétmérkőzésén az Ajax csapatában.
- EREDIVISIE-REKORD ǃǃǃ Az Ajax csapata szeptember 11. és január 16. között összesen 8 egymás utáni idegenbeli bajnoki mérkőzést játszott le melyeken nem kaptak gólt. Ezzel új rekordot állítottak fel ezen a téren és így már csak övék ez a rekord. Eddig az Ajax és a Twente csapatai tartották ezt a rekordot 7-7 idegenbeli mérkőzéssel.[12]
- Ebben a szezonban mindkét alkalommal az Ajax nyerte meg a bajnokságban a De Toppert, a PSV Eindhoven elleni rangadót. Így az Ajax részéről több negatív sorozat is megszakadt. A 2015/16-os szezon óta idén sikerült először legyőzniük Eindhovenben a PSV-t. Valamint 9 év után az idei szezonban sikerült mindkét bajnoki mérkőzésen győzniük a PSV ellen, ez utoljára a 2012/13-as szezonban sikerült.
- A bajnokság 21. fordulójában a holland válogatott hátvéd, Daley Blind pályára lépett 200. Eredivisie-mérkőzésén az Ajax csapatában. Ő lett a csapat történetében a 27. játékos akinek sikerült elérnie a 200-as határt az Eredivisie-ben.
- EREDIVISIE-REKORD ǃǃǃ A bajnokság 23. fordulójában az Ajax idegenbeli mérkőzésen legyőzte a Willem csapatát és így sorozatban a 26. idegenbeli bajnoki mérkőzésüket fejezték be veretlenül (22 győzelem és 4 döntetlen). Ezzel új bajnoki rekordot állítottak fel. Az eddigi rekordot is az Ajax tartotta 25 veretlen idegenbeli mérkőzéssel, amit még Louis van Gaal vezetése alatt értek el 1994. szeptember 21. és 1995. december 17. között. Mivel a 24. fordulóban idegenben vesztett az Ajax, így ez lett az új rekord.
- A BL-nyolcaddöntő első mérkőzésén Lisszabonban Daley Blind lejátszotta 300. tétmérkőzését az Ajax csapatában.
- A bajnokság 24. fordulójában a Go Ahead Eagles csapata hazai pályán legyőzte az Ajaxot. A deventeri csapat utoljára 1978. február 25-én, tehát 44 évvel ezelőtt győzte le az Ajaxot, akkor is hazai pályán.
- A bajnokság 26. fordulójában az Ajax csupán egy 92. percben szerzett góllal tudta legyőzni az SC Cambuur csapatát. Utoljára 2013 decemberében lőtt ilyen késői győztes gólt az Ajax az Eredivisie-ben.[13] Valamint ezen a mérkőzésen Sébastien Haller belőtte 30. bajnoki gólját az Ajax-ban, ehhez 42 bajnoki mérkőzésre volt szüksége. Az Ajax-ban 2000 óta neki kellett a második legkevesebb mérkőzés ahhoz, hogy elérje a 30 gólt. Csupán Dušan Tadić-nak sikerült gyorsabban, ő 36 mérkőzés alatt szerezte meg a 30 gólt.
- Ahogy az előző két fordulóban, úgy bajnokság 27. fordulójában is egy késői góllal tudott győzni az Ajax. Az Eredivisie történetében most fordult elő először, hogy az Ajax 3 egymást követő bajnoki mérkőzést is csupán késői, 85. perc után szerzett góllal nyerjen meg.
- 17 ÉV UTÁN ELŐSZÖR ǃǃǃ Az 1994/95-ös szezon óta most fordult elő először, hogy egy bajnoki szezonon belül az Ajax legyőzze mindkét nagy riválisát, a Feyenoordot (De Klassieker) és a PSV Eindhovent is (De Topper) hazai pályán és idegenbeli mérkőzésen is.
- A bajnokság 29. fordulójában az Ajax fiatal középpályása, Ryan Gravenberch pályára lépett 100. tétmérkőzésén az Ajax csapatában. Ezzel pedig Matthijs de Ligt után ő lett a csapat második legfiatalabb "századosa".
- A bajnokság 31. fordulójában az Ajax mexikói középpályása, Edson Álvarez pályára lépett 100. tétmérkőzésén az Ajax csapatában. Ezzel pedig ő lett a csapat első mexikói, valamint első közép-amerikai labdarúgója aki elérte a 100 tétmérkőzést. Emellett ezen a mérkőzésen tudott gólt szerezni 2016 óta először Davy Klaassen a 16-oson kívülről.
- CSAPATON BELÜLI REKORD ǃǃǃ A bajnokság 31. fordulójában az Ajax csapatkapitánya, a szerb Dušan Tadić pályára lépett egymást követő 124. bajnoki mérkőzésén az Ajax játékosaként. Első bajnoki mérkőzését az Ajaxban még 2018. augusztus 11-én játszotta le, azóta pedig minden egyes bajnoki mérkőzésen pályára lépett. Ezzel megdöntötte az 53 éve – 1969. április 2. óta – tartó rekordot amit akkor a csapat holland kapusa Gert Bals állított fel, aki 123 egymást követő bajnoki mérkőzésen lépett pályára.[14]
- CSAPATON BELÜLI REKORD ǃǃǃ A bajnokság 32. fordulójában, május 11-én szerezte meg az idei bajnoki címet az Ajax. Idén is a keret tagja volt a holland kapus, Maarten Stekelenburg. Stekelenburg a tavalyi bajnoki címmel – 38 évesen és 223 naposan – a csapat eddigi legidősebb bajnoka lett, idén viszont megdöntötte saját rekordját mivel az idei bajnoki cím elnyerésének napján már 39 éves és 231 napos volt.
- CSAPATON BELÜLI REKORD BEÁLLÍTÁS ǃǃǃ Az idei bajnoki szezonban az Ajax összesen 22 mérkőzésen nem kapott gólt. Ezzel beállították rekordjukat, melyet még az 1972/73-as szezonban értek el, amikor szintén 22 mérkőzésen nem kaptak gólt. A bajnoki rekordot 1971/72 óta a Twente csapata tartja 23 mérkőzéssel.

### Bajnokok Ligája
- ÁLOMSZERŰ BL-DEBÜTÁLÁS ǃǃǃ A Bajnokok Ligája csoportkörének 1. fordulójában az Ajax idegenben 1:5-re győzte le a portugál bajnok, Sporting CP együttesét. A mérkőzésen debütált a BL-ben a csapat elefántcsontparti támadója Sébastien Haller, aki első mérkőzésén 4 gólt szerzett ǃǃǃ Az 1992-ben induló Bajnokok Ligájában ez a második alkalom, hogy egy játékos debütálása alkalmával ennyi gólt tudjon szerezni. Eddig csupán Marco van Bastennek sikerült ez még 1992-ben az AC Milan játékosaként. Van Basten ezt hazai mérkőzésen érte el, így Haller az első akinek ez idegenben sikerült.[15]
- A Sporting CP elleni BL-győzelem (1:5) alkalmával, Sébastien Haller élete első BL-mérkőzésének első 9 percében 2 gólt is szerzett. Ő az első akinek ez sikerült a Bajnokok Ligájában.[16]
- BL-REKORD ǃǃǃ A Bajnokok Ligája csoportkörének 2. fordulójában szintén gólt szerzett az Ajax támadója Sébastien Haller, így élete első 2 BL-mérkőzésén összesen 5 gólt szerzett. A BL-történetében ő az első játékos aki első 2 BL-mérkőzésén 5 gólt szerzett.[17]
- Az Ajax támadója Sébastien Haller a BL-csoportkör 3. fordulójában is eredményes volt és megszerezte 6. gólját. Így Haller lett a BL történetének második játékosa aki első 3 BL-mérkőzésén összesen 6 gólt szerzett és mindhárom mérkőzésén betalált, ez eddig csak a norvég Erling Haalandnak sikerült. Ezek mellett ő lett az Ajax első játékosa aki első 3 BL-mérkőzésén gólt szerzett, valamint a csapat 4. játékosa aki 3 egymás utáni BL-mérkőzésen is gólt szerzett. Az eddigi játékosok akiknek ez sikerült Patrick Kluivert (1995/96), Jari Litmanen (1996/97) és Dušan Tadić (2018/19)
- A csoportkör 3. fordulójában az Ajax 4:0-ra győzte le a német Borussia Dortmund csapatát, így az 1973-ban a Bayern München ellen szintén 4:0-ra megnyert mérkőzés óta ez volt az Ajax legnagyobb arányú győzelme német csapat ellen.
- Miután az Ajax megnyerte a csoportkör 4. mérkőzését is, így ez lett a csapat történetében az első alkalom amikor 4 győzelemmel tudtak indítani a BEK/BL fótábláján.
- A csoportkör 4. fordulójában is gólt szerzett Sébastien Haller, így ő lett az Ajax történetének első játékosa aki 4 egymást követő BL-mérkőzésen is eredményes volt.
- BL-REKORD ǃǃǃ A csoportkör 5. fordulójában – ahogy az előző négyben is – szintén gólt lőtt Sébastien Haller aki így élete első 5 BL-mérkőzésén összesen 9 gólt szerzett. A BL-történetében ő lett az első játékos aki élete első 5 mérkőzésén 9 gólt tudott szerezni. Az eddigi rekordot a norvég Erling Haaland tartotta 8 góllal (2019/20).
- 50 ÉV UTÁN ÚJRA ǃǃǃ Az Ajax megnyerte a BL idei kiírásának az első 5 mérkőzését. A BEK/BL történetében holland csapat utoljára 50 éve, az 1971/72-es szezonban volt erre képes. Akkor a Feyenoord csapata indított 5 győzelemmel.
- ELSŐ HOLLAND CSAPAT ǃǃǃ Az Ajax a BL-csoportkörét hibátlan mérleggel zárta, így ők lettek a BL-ben az első holland csapat akik minden mérkőzésüket megnyerték a csoportban.
- A Bajnokok Ligája történetében az idei szezonban fordult elő először, hogy egynél több csapat tudta hibátlanul zárni a csoportkört. Idén összesen 3 csapatnak – AFC Ajax, Liverpool FC, Bayern München – sikerült elérnie a hibátlan mérleget.
- Az Ajax a csoportkörben minden mérkőzését megnyerte, gólkülönbsége pedig +15 lett. Ennél jobb mutatókkal (pontszám és gólkülönbség) csak a Bayern München csapatának kétszer, a Real Madridnak pedig egyszer sikerült zárnia a csoportkört.
- Az Ajax csapata lett a 8. csapat a BL-történetében akiknek sikerült hibátlanul zárniuk a csoportkört.
- Sébastien Haller idén mind a 6 csoportmérkőzésen betalált a BL-ben és összesen 10 gólt szerzett. Így Cristiano Ronaldo (2017-18) után Haller lett a BL-történetének 2. játékosa aki egy adott szezonon belül minden BL-csoportmérkőzésen gólt szerzett. Kettejük közül Haller szerezte a több gólt, mivel Ronaldo a 2017-18-as szezonban 9 gólig jutott.[18]
- BL-REKORD ǃǃǃ Az Ajax támadója, Sébastien Haller élete első 10 BL-gólját 6 mérkőzés alatt szerezte meg, így a BL-történetében neki sikerült elérnie az első 10 gólt a leghamarabb. A listát eddig a norvég Erling Haaland vezette aki 7 mérkőzés alatt lőtte be karrierje során az első 10 gólját a BL-ben.[18]
- Cristiano Ronaldo, Lionel Messi és Robert Lewandowski után Sébastien Haller lett a BL-történetének 4. játékosa aki a csoportmérkőzések során legalább 10 gólt szerzett és az első afrikai játékos akinek ez sikerült.[18]
- A BL-nyolcaddöntő első mérkőzésén Lisszabonban, a holland válogatott védő Daley Blind lejátszotta 43. BL-főtáblás mérkőzését az Ajax csapatában. Ezzel megelőzte a 42 alkalommal pályára lépő Jari Litmanent és ő lett az Ajax azon játékosa aki legtöbb alkalommal pályára lépett a BL-ben.
- BL-REKORDOK ǃǃǃ Ahogy az összes csoportmérkőzésen, úgy a nyolcaddöntő első mérkőzésén, vagyis a torna 7. fordulójában is gólt szerzett Sébastien Haller aki ezzel belőtte idei 11. gólját a Bajnokok Ligájában. Újabb rekordokat döntött meg. Ő lett az első játékos aki élete első 7 BL-mérkőzésén mindegyiken gólt szerzett. Valamint ő lett az első játékos aki egy BL-szezonban az első 7 mérkőzésen 11 gólt szerzett. Emellett Ronaldo, Messi, Gómez, Lewandowski és Van Nistelrooy után a BL-történetének 6. játékosa aki egy szezonban legalább 10 gólt tudott szerezni.[19]
- Miután Sébastien Haller belőtte az idei BL-ben 11. gólját, beérte a csapaton belül Ruud Geelset aki szintén 11 gólt szerzett UEFA-kupa 1975-76-os szezonjában. Így ők ketten a csapat azon játékosai akik a legtöbb gólt szerezték egy szezonban az európai kupák valamelyikében.[20]
- A nyolcaddöntő visszavágóján Amszterdamban a Benfica csapata legyőzte az Ajaxot. A Benfica utoljára 53 évvel ezelőtt tudta legyőzni hazai pályán az Ajaxot. Pontosabban 1969. február 12-én a BEK 1968-69-es szezonjának negyeddöntőjében.

### Felmondott a sportigazgató
- Marc Overmars, a csapat sportigazgatója és egykori kiváló játékosa nagyszerű munkát végzett éveken át a csapat sportigazgatójaként. Az idei szezon első felében meg is hosszabbította szerződését 2026-ig. Ennek ellenére február 6-án, mindenkinek a megdöbbenésére felmondott a csapatnál. Senki sem értette az esetet. Másnap viszont kiderült, hogy Overmars hosszabb ideje kétes tartalmú üzenetekkel zaklatta több női munkatársát a csaptnál és mivel ez kiderült, ezért lemondott.[21]